# Одна година з тобою
Одна година з тобою (англ. One Hour with You) — американський комедійний мюзикл режисерів Ернста Любіча та Джорджа К'юкора 1932 року. Екранізація п'єси Лотаря Шмідта.

## Сюжет
Андре і Колетт Бертьє щасливі у шлюбі. Ця гармонія валиться, коли Коллет являє чоловікові свою подругу, кокетку, на ім'я Мітці Олів'є. Андре намагається опиратися її авансам, але зрештою не може встояти перед чарівністю Мітці й заводить з нею роман. Оскільки чоловік Мітці хоче отримати розлучення, він стежить за нею і ловить дружину на гарячому, після чого Андре змушений зізнатися своїй дружині у зраді. Однак Колетт сама приймала знаки уваги від іншого чоловіка, і тому подружжя вибачає один одного.

## У ролях
- Моріс Шевальє — доктор Андре Бертьє
- Джанетт Макдональд — Колетт Бертьє
- Женев'єва Тобін — Мітці Олів'є
- Чарльз Рагглз — Адольф
- Роланд Янг — професор Олів'є
- Жозефін Данн — мадемуазель Мартель
- Річард Карле — Генрі Дорнір — приватний детектив
- Барбара Леонард — покоївка Мітці
- Джордж Барб'є — комісар поліції

## Цікаві факти
- Оскільки Ернст Любіч паралельно знімав антивоєнну драму «Чоловік, якого я вбив» і не міг приділяти фільму повноцінну увагу, керівництво Paramount Pictures поставило на картину другого режисера Джорджа К'юкора, і під наглядом Любіча він узявся до роботи. Моріс Шевальє був незадоволений К'юкором, і режисера ледь не зняли з картини. Через два тижні після запуску фільму у виробництво, Любіч повернувся до роботи над фільмом і по закінченні зйомок зажадав, щоб ім'я К'юкора з титрів забирали. Цей інцидент був улагоджений у суді й статус К'юкора як співрежисер був відновлений, проте до того часу картина вийшла в прокат.
- У тому ж році була знята французька версія фільму, яка отримала назву «Ще одна година з тобою». Головні ролі, як і раніше, виконували Моріс Шевальє і Джанет Макдональд, яка вільно розмовляла по-французьки, а Женев'єва Тобін замінила французька актриса Лілі Даміта.

## Номінації
У 1932 році фільм номінувався на здобуття премії «Оскар» за найкращий фільм.